# Lenny Murphy
Hugh Leonard Thompson Murphy, comúnmente conocido por el nombre de Lenny —o Lennie— (Belfast, Irlanda del Norte; 2 de marzo de 1952-Ib., 16 de noviembre de 1982), fue un paramilitar británico lealista de Belfast, Irlanda del Norte.

## Biografía
Murphy era miembro de la Fuerza Voluntaria del Ulster (UVF), pero es más conocido por ser el líder de la banda de asesinos conocida como los Carniceros de Shankill. Aunque nunca fue condenado por asesinato, Murphy es considerado responsable de la muerte de varias personas, así como de haber ordenado la muerte de muchos más. Se mostró especialmente sádico en las torturas infligidas a alguna de sus víctimas. Pasó largos períodos en prisión desde octubre de 1972 a julio de 1982, permaneciendo en libertad únicamente diez meses durante ese período.

There is plenty of evidence to suggest that Lenny Murphy commited the crimes firstly for pleasure and secondly for information. The amount of time taken in torturing Madden supports the thesis that his killing was form pleasure, because he was stripped and almost every part of his body was abused or cut with a knife.
Hay multitud de evidencias que sugieren que Lenny Murphy cometió los crímenes en primer lugar por placer y secundariamente para obtener información. La cantidad de tiempo que se tomó en torturar a Madden sustenta la tesis de que su asesinato fue una forma de placer, puesto que estaba desnudo y casi cada parte de su cuerpo había sido violentada o cortada con un cuchillo.
Martin Dillon

Murió en noviembre de 1982 en un atentado perpetrado por el IRA Provisional, a la edad de veintinueve años. Siempre ha habido fuertes sospechas de que en esa acción el IRA fue ayudado por miembros del propio UVF.
Murphy era un protestante con un odio feroz hacia los católicos, que impregnaba la mayoría de sus conversaciones. Ha sido descrito como «el mayor asesino en serie de la historia criminal británica».